# Riga
Riga (în letonă Rīga) este capitala Letoniei, situată pe malul Mării Baltice, la gura de vărsare a râului Daugava, la 56°58' N - 24°8' E. Riga este cel mai mare oraș din Țările Baltice, fiind un important centru cultural, educațional, financiar și politic din zonă.
Centrul istoric al orașului Riga a fost inclus în anul 1997 de către UNESCO pe lista locurilor din patrimoniul cultural mondial, iar orașul este remarcat în mod special pentru arhitectura sa în stil Art Nouveau (Jugendstil), putându-se compara din acest punct de vedere numai cu Viena, Praga sau Barcelona.

## Învățământul, afacerile, comerțul, politica și transporturile
În Riga își află sediul instituții de învățământ superior, printre care se numără Universitatea din Letonia (Latvijas Universitāte), Universitatea Tehnică din Riga (Rīgas Tehniskā Universitāte), Universitatea Stradins din Riga (Rīgas Stradiņa Universitāte) și Școala Economică din Stockholm – sucursala din Riga (Rīgas Ekonomikas Augstskola). Parlamentul Letoniei (Saeima), își are sediul în Riga. Castelul din Riga este reședința Președintelui Letoniei, Vaira Vīķe-Freiberga.
Călătoriile de afaceri sau de plăcere au crescut semnificativ în volum în ultimii ani, în special datorită îmbunătățirii infrastructurii comerciale și de transport. Ca nod important de circulație și ca port, Riga este în centrul rețelei naționale de drumuri și de căi ferate. Cea mai mare parte a traficului turistic se face prin Aeroportul Internațional din Riga, cel mai mare aeroport din Țările Baltice, aeroport renovat și modernizat în anul 2001, în același an în care orașul a aniversat 800 de ani de existență. Traficul aerian s-a dublat în perioada 1993 – 2004. Feriboturile leagă Riga de alte orașe: Stockholm, Kiel și Lübeck.
Aproape toate instituțiile financiare importante își au sediul în Riga, inclusiv Banca Letoniei. Comerțul internațional prin Riga a crescut în ultimii ani și a primit un imbold important pe 1 mai 2004, când Letonia a devenit membru al UE. Aproape jumate din veniturile din comerțul exterior sunt obținute de intreprinderile din Riga, în principal cele din sectorul financiar, sectorul utilităților publice, industria alimentară, a echipamentelor de telecomunicații, textilă, farmaceutică și a prelucrării lemnului și fabricării mobilei, în tipografii și în editare de carte. Portul Riga este un important centru de transport naval.
Riga este cel mai mare oraș din Țările Baltice. Populația orașului număra în 2003 739.232 locuitori. În oraș aproximativ 45% din populație este formată din locuitorii de etnie letonă, rușii fiind aproape la fel de mulți. Prin comparație, în țară, ceva mai mult de 60 % dintre locuitori sunt letoni, 29 % sunt ruși, 3,9 % sunt belaruși, 2,6 % sunt ucraineni, 2,5 % polonezi, 1,4 % lituanieni, iar restul de 2,1 % - alte naționaltăți, (conform recensământului din 2003). Cei mai mulți letoni sunt protestanți, în timp ce rușii sunt afiliați Bisericii Ortodoxe Ruse.

## Istorie

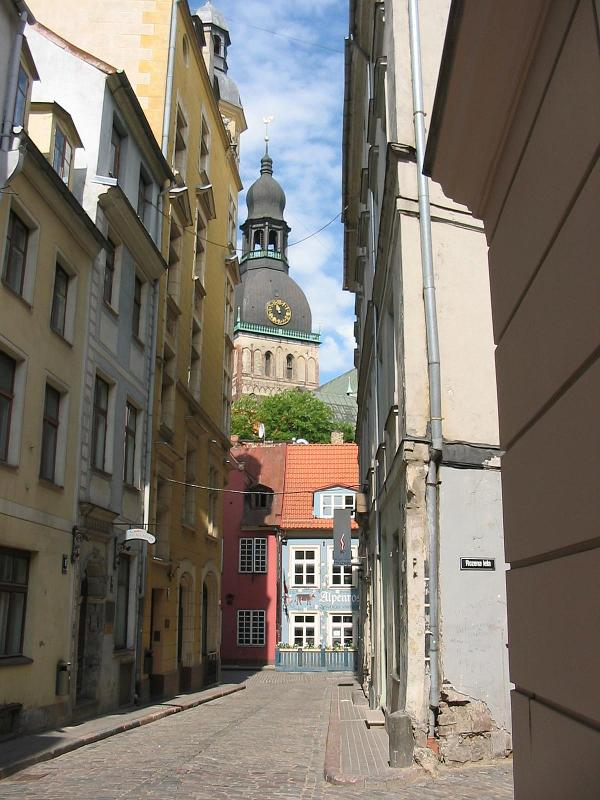
Vechea Riga

Riga este amplasată pe locul unei așezări antice a livonienilor, un trib antic fino-ugric, la confluența râurilor Daugava și Ridzene (în letonă: Rīdzene). Râul Ridzene era cunoscut la începuturi sub numele de Riga, într-un moment dat formând un port natural cunoscut drept Lacul Riga, dispărut în ziua de azi. Se consideră că râul a împrumutat numele său orașului. Cursul vechiul râu mai poate fi găsit urmărind străduțele Kalku și Ridzene din Vechea Rigă.
Întemeierea modernă a orașului este pusă de istorici pe seama negustorilor germani, mercenarilor și cruciaților care au ajuns pe aceste pământuri în a doua jumătate a secolului al XII-lea, atrași de zonele slab populate, noi piețe potențiale și de posibilitatea de a converti prin misionarism populațiile locale, păgâne, la creștinism. Negustorii germani au înființat un avanpost comercial pentru comerțul cu balții lângă așezarea livoniană de la Riga în 1158. Călugărul augustinian Meinhard a construit o mănăstire aici prin anul 1190.
Episcopul Albert a fost proclamat cardinal al Livoniei de unchiul său, arhiepiscopul de Bremen și Hamburg în 1199. El a debarcat în 1201 cu 23 de corăbii și mai mult de 1500 de cruciați înarmați, stabilindu-și eparhia la Riga. El a înființat Ordinul livonian (mai târziu o ramură a Cavalerilor Teutoni) și a acordat Rigăi drepturi de oraș în același an. Albert a reușit convertirea la creștinism a regelui livonienilor, Caupo de Turaida, deși, așa cum este scris în cronica lui Henric de Livonia ("Hencricus Lettus"), i-au trebuit treizeci de ani să obțină controlul asupra întregii Livonii (în limba germană Livland). Riga, la fel ca toată Livonia și Prusia, au ajuns sub stăpânirea Sfântului Imperiu Roman. În timpul lui Martin Luther locuitorii din Riga, Livonia și Prusia s-au convertit la protestantism.
Riga a fost o poartă pentru comerțul cu triburile baltice și cu Rusia. În 1282 Riga a devenit membră a Ligii Hanseatice. Hansa s-a transformat dintr-o asociație a negustorilor într-o uniune liberă a orașelor din Germania de nord și din Baltică. Datorită politicilor protecționiste care favorizau membrii germani, Liga Hanseatică s-a dovedit un succes economic, dar politicile exclusiviste au generat o competiție acerbă. Ultima Dietă a fost convocată în 1669, într-un moment în care puterea ei era deja slăbită și când apăruseră alianțe care-i limitatseră drastic puterea (între Lituania și Polonia pe de-o parte și Suedia, Danemarca și Norvegia pe de altă parte). Totuși, trebuie admis că Hansa i-a dat Rigăi instrumentele necesare stabilității economice și politice, care i-au asigurat o temelie rezistentă de-a lungul tuturor tulburărilor politice și a conflictelor care au urmat.

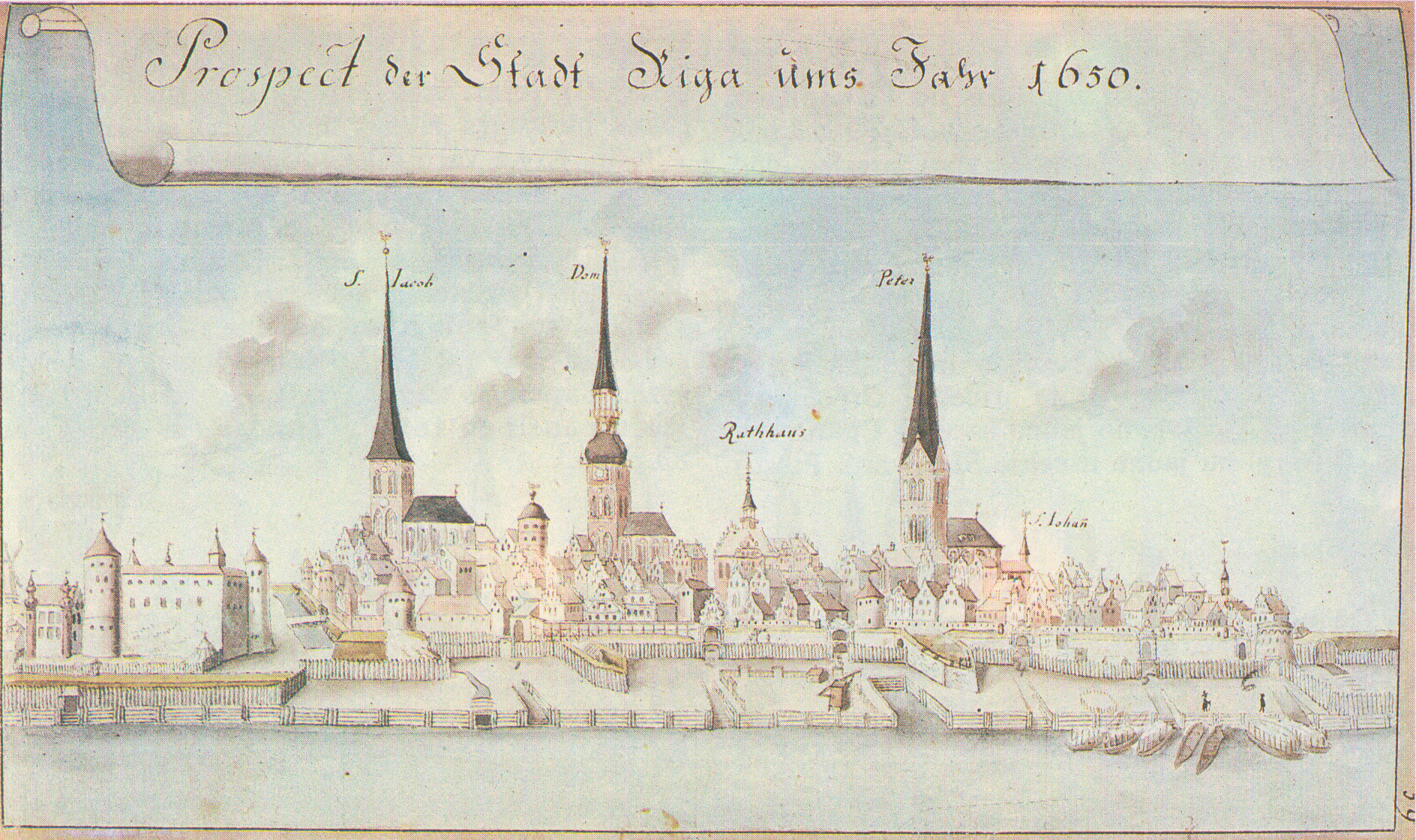
Riga in 1650 (Desen de Johann Christoph Brotze)

După dispariția influenței Hansei, Riga a devenit obiectul intereselor străine militare, politice, religioase și economice. Locuitorii Rigăi au acceptat Reforma în 1522, punând capăt puterii cardinalilor catolici. Cum ordinul Cavalerilor Teutoni pierise în 1521, orașul s-a bucurat de statutul de oraș liber timp de 20 de ani. În 1581, Riga a ajuns sub dominația Uniunii Statale Polono-Lituaniene. Încercările de reconvertire a populației zonei la romano-catolicism au eșuat în 1621, când orașul a fost cucerit de regele Suediei, Gustav Adolf. Acesta a intervenit în Războiul de Treizeci de Ani nu numai pentru a obține câștiguri politice și economice, dar și pentru a fi un sprijin protestantismului luteran. Livonia a rămas sub controlul suedezilor până în 1710, în această perioadă Riga bucurându-se de o largă autonomie. În acel an, în timpul Marelui război nordic, trupele rusești conduse de țarul Petru cel Mare au cucerit Riga. Dominația Suediei în regiunea nordică s-a terminat, Rusia devenind cea mai importantă putere nordică, noul ei statut fiindu-i confirmat prin Tratatul de la Nystad din 1721. Riga a fost anexată Rusiei și a devenit un important oraș industrial și port la Marea Baltică al Imperiului Rus, căpătându-și libertatea doar la sfârșitul primului război mondial. În 1900, Riga era al treilea oraș al Rusiei, după Moscova și Sankt Peterburg, din punct de vedere al numărului muncitorilor industriali.
Pe durata a atâtor secole de războaie și schimbări ale puterii politice în Baltică, germanii baltici din Riga, urmașii negustorilor și cruciaților lui Albert, au rămas neclintiți pe pozițiile lor, astfel încât, în 1900, populația de 282.943 de cetățeni ai orașului era compusă din 50% germani baltici, 25% letoni și 25% ruși. Până la rusificare și impunerea limbii ruse ca limbă oficială în Letonia (1891), în Riga s-a folosit limba germană ca limbă oficială în administrație. Toate documentele de stare civilă fuseseră scrise până în acel moment în limba germană.

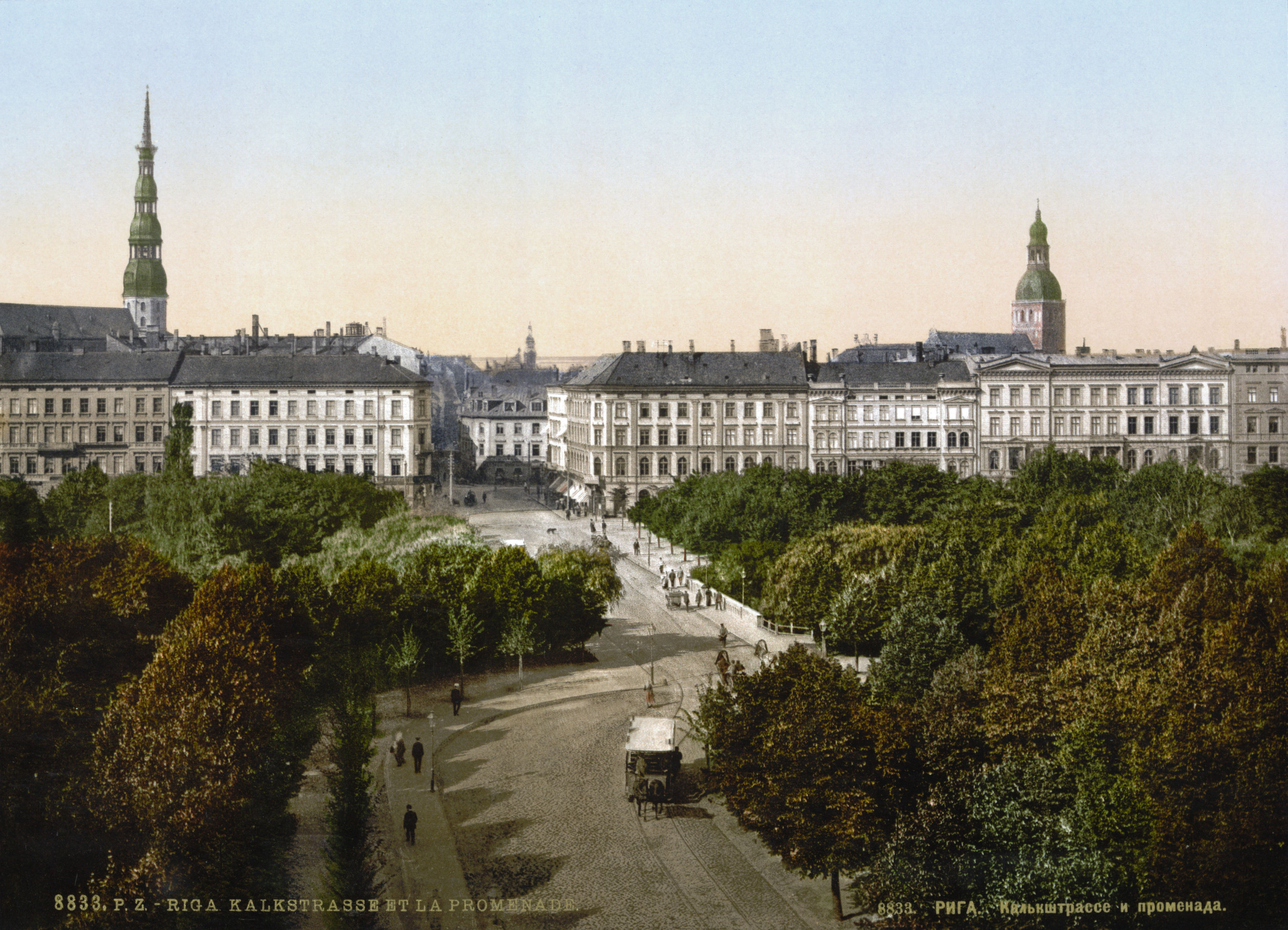
Riga, vedere pe o carte poștală de prin anul 1900.

Începutul secolului al XX-lea a însemnat și influențe importante ale primului război mondial și ale Revoluției Ruse din 1917 asupra orașului. Armata germană a intrat în Riga în 1917. Țările Baltice au fost cedate Germaniei după semnarea Tratatului de la Brest-Litovsk. În urma înfrângerii Germaniei și a semnării Armistițiului cu Germania din 11 noiembrie 1918, Letonia și celelalte state baltice au fost puse în situația de a-și proclama nestingherite independența.
După mai mult de 700 de ani de ocupație străină, Letonia, având capitala la Riga, și-a proclamat independența pe 18 noiembrie 1918. Pentru mai multe detalii, vedeți Istoria Letoniei.
În perioada interbelică Letonia și-a canalizat interesul către țările din Europa de Vest. A fost instituită funcția de Președinte al Republicii și a fost ales un Parlament democratic. Letona a fost recunoscută ca limbă oficială în Letonia. Letonia a fost admisă în Liga Națiunilor. În comerțul exterior, locul Rusiei a fost luat de Germania și Anglia. Semnificativ pentru acele timpuri, primul ministru Kārlis Ulmanis studiase agricultura și lucrase ca lector la Universitatea din Nebraska din Statele Unite ale Americii.
Riga era descrisă de vizitatorii străini ai orașului ca "Paris al nordului", mai ales datorită frumuseții arhitecturii sale și a numeroaselor clădiri publice și private care fuseseră construite în stilul Art Nouveau.
Această perioadă de renaștere culturală, politică și economică a fost de scurtă durată, orașul și întreaga țară fiind ocupate în 1940 de Uniunea Sovietică și de Germania Nazistă între anii 1941 – 1944. Germanii baltici au fost strămutați cu forța după 700 de ani de prezență neîntreruptă în oraș. Ca urmare a războiului, sute de mii de letoni au pierit, sau au fugit în exil în toată lumea. Letonia a pierdut o treime din populație.
Ocupația sovietică a fost marcată de deportări masive a letonilor considerați dușmani ai poporului în Siberia sau în alte zone ale URSS-ului. În schimb, în zonă a fost adus, datorită politicii de industrializare forțată și planificare centralizată, un mare număr de alogeni, în special ruși. Pe la 1975, mai puțin de 40% dintre locuitorii Rigăi erau letoni, proporția lor crescând după recucerirea independenței.
În 1986, reperul Rigăi, Turnul de televiziune din Riga, care amintește de Turnul Eiffel, a fost dat în folosință.
Reformele politice și economice introduse de liderul sovietic Mihail Gorbaciov (Perestroika) a făcut posibilă recâștigarea libertății și independenței țărilor baltice, inclusiv a Letoniei. Letonia și-a proclamat independența de facto pe 21 august 1991, recunoașterea acesteia venind din partea Rusiei pe 6 septembrie 1991. Letonia a fost re-primită oficial în Organizația Națiunilor Unite pe 17 septembrie 1991. Toate forțele militare rusești au fost retrase în perioada 1992 - 1994.
În 2001 Riga a sărbătorit 800 de ani de la întemeiere. La 29 martie 2004 Letonia a devenit membră a NATO, iar la 1 mai 2004 Letonia a devenit membră a UE.

## Demografie
Cu o populație de 605,802 în 2022 conform Biroului Central de Statistică din Letonia, Riga este cel mai mare oraș din zona statelor baltice, deși populația sa a scăzut de la puțin peste 900.000 în 1991. Cauzele notabile includ emigrarea și ratele scăzute ale natalității. Conform datelor din 2017, etnicii letoni reprezentau 44,03% din populația din Riga. Slavii (în principal cei estici) au constituit același procent - rușii formau 37,88%, belaruși 3,72%, ucrainenii 3,66%, polonezii 1,83%, alte etnii formate 8,10%. Prin comparație, 60,1% din populația totală a Letoniei era etnic letonă, 26,2% rusă, 3,3% belarusă, 2,4% ucraineană, 2,1% poloneză, 1,2% sunt lituanieni și restul de alte origini.

La restabilirea independenței Letoniei în 1991, imigranților din epoca sovietică (și oricare dintre urmașii lor născuți înainte de 1991) nu li sa acordat automat cetățenia letonă, deoarece migraseră pe teritoriul Letoniei în anii în care Letonia făcea parte din Uniunea Sovietică. Proporția etnicilor letoni din Riga a crescut de la 36,5% în 1989 la 42,4% în 2010. În schimb, procentul rușilor a scăzut de la 47,3% la 40,7% în aceeași perioadă de timp. Letonii i-au depășit pe ruși ca cel mai mare grup etnic în 2006. În 2013, cetățenii Letoniei reprezentau 73,1%, necetățenii 21,9% și cetățenii altor țări 4,9% din populația Riga.
Componența etnică a orașului Riga
     Letoni (44,03%)
     Ruși (37,88%)
     Belaruși (3,72%)
     Ucraineni (3,66%)
     Polonezi (1,83%)
     Altă etnie (8,1%)
     Necunoscută (0,78%)

## Personalități
- Mihail Barîșnikov – actor și dansator celebru.
- Isaiah Berlin – filozof și academician de la Oxford.
- Mihail Eisenstein - arhitect leton, tatăl regizorului Serghei Eisenstein
- Serghei Eisenstein – regizor rus sovietic.
- Heinz Erhardt – comediant german.
- Laila Freivalds – Ministru de Externe al Suediei.
- Johann Gottfried Herder – poet german, critic, teolog și filozof, părintele naționalismul etnic.
- Artūrs Irbe – portar de hochei pe gheață, jucător în NHL.
- Jānis Lūsis – participant la patru Olimpiade, medaliat cu aur.
- Wilhelm Ostwald – chimist, laureat al Premiului Nobel (1909).
- Arkady Raikin – comediant sovietic.
- Mihail Tal – al optulea campion mondial la șah.
- Serghei Joltok – jucător de hochei pe gheață, fundaș central.
- Sandis Ozoliņš – jucător de hochei pe gheață, apărător.
- Elīna Garanča - cântăreață letonă celebră de operă, mezzosoprană.
- Mariss Jansons - dirijor leton celebru.
- Jelena Ostapenko-jucatoare profesionistă de tenis,câștigătoarea Roland Garros 2017
- Vija Celmins - artist plastic.

## Dezambiguizare
- Riga, din statul american New York, este numele unui oraș din Statele Unite ale Americii